# Nelson Cox
Nelson Marcelo Cox Mayorga (Oruro, Bolivia; 9 de noviembre de 1976) es un abogado y político boliviano. Fue viceministro de Régimen Interior y Policía de Bolivia desde el 28 de junio de 2021 hasta el 10 de enero de 2022 durante la gestión del presidente Luis Arce Catacora. Cabe recordar que ya anteriormente, Cox había ocupado también el cargo de viceministro de Justicia y Derechos Fundamentales en dos ocasiones; la primera vez desde el 29 de abril de 2011 hasta el 28 de febrero de 2012 y la segunda vez desde el 18 de abril de 2018 hasta el 24 de julio de 2018 durante el gobierno del presidente Evo Morales Ayma. 
Asimismo, Nelson Cox fue también el defensor del Pueblo de Cochabamba en dos oportunidades, designado en ambas por el defensor del Pueblo David Tezanos Pinto; la primera vez desde el 8 de agosto de 2016 hasta el 18 de abril de 2018 y la segunda vez desde el 1 de agosto de 2018 hasta su renuncia del 4 de diciembre de 2020 cuando decide participar en las Elecciones Subnacionales de marzo de 2021 postulando al cargo de Alcalde de la ciudad de Cochabamba en representación del partido político Movimiento al Socialismo (MAS-IPSP), pero no tuvo éxito, pues salió en segundo lugar, al obtener el apoyo del solo 29,69 % (128 495 votos) de la población cochabambina.

## Biografía
Nelson Cox nació el 9 de noviembre de 1976 en la ciudad de Oruro. Es hijo de la orureña Gladys Mayorga Blacutt, pero vivió gran parte de su vida en la ciudad de Cochabamba, saliendo bachiller el año 1993. Continuó con sus estudios superiores ingresando a estudiar la carrera de Derecho en la Universidad Mayor de San Simón (UMSS) de donde se graduó como abogado el año 2000. Posteriormente realizó cursos de posgrado, obteniendo una maestría en Derechos Humanos.

## Carrera política

### Viceministro de Justicia y Derechos Fundamentales de Bolivia (2011-2012)
Nelson Cox aparece por primera vez en la vida pública del país el 29 de abril de 2011, cuando la ministra de Justicia de ese entonces, Nilda Copa, posesiona en el cargo de viceministro de Justicia y Derechos Fundamentales al todavía entonces joven abogado Nelson Cox Mayorga de 34 años de edad, en reemplazo de Hugo Montero Lara, tras un periodo en el cargo de manera interina.

#### Accidente de tránsito de 2012
La noche del 26 de febrero de 2012, Nelson Cox protagonizó un accidente de tránsito mientras se encontraba manejando su automóvil particular con un grado de alcohol en sangre fuera del permitido legalmente (presunto estado de ebriedad) por el barrio residencial de Achumani en la Zona Sur de la ciudad de La Paz. Su movilidad chocó contra otro motorizado, lo que produjo como consecuencia que varias personas sufrieran contusiones y lesiones denominadas leves. Pese que se generaron noticias y polémicas al respecto, el caso que se abrió concluyó por la vía de la conciliación con las víctimas afectadas por el hecho previa previo pago de los gastos hospitalarios y reparación de los daños al vehículo por el accidente.
Tras la situación mediática que se generó, estando de ministra de Justicia Cecilia Ayllón, Cox fue reemplazado del cargo viceministerial en el que había permanecido por casi 10 meses, cuando la exministra Copa decidió otorgarle dicho cargo en el año 2011. En su lugar asumió Esteban Miranda Terán como nuevo Viceministro de Justicia.
No había pasado ni un mes cuando en marzo de 2012 Cox vuelve a ingresar nuevamente a trabajar en el mismo ministerio, aunque esta vez ocupando solamente el cargo de director general de justicia indígena originaria campesina, bajo el mando de la viceministra de Justicia Indígena Originaria Campesina, Isabel Ortega Ventura. Cuando los opositores al gobierno de Evo Morales criticaron el regreso de Cox al Ministerio de Justicia, este solamente se limitó a decir a la prensa que "tiene todo el derecho a trabajar".
Posteriormente, entre los años 2014 y 2016, Nelson Cox empezó a trabajar en el área de derechos humanos de la Procuraduría General del Estado, bajo el mando de Héctor Arce Zaconeta.

### Defensor del Pueblo de Cochabamba (2016-2018)
El 8 de agosto de 2016, el nuevo defensor del Pueblo de Bolivia, David Tezanos Pinto, posesiona a Nelson Cox como defensor del Pueblo de Cochabamba, en medio de la reestructuración de la Defensoría a nivel nacional, criticada por la oposición. Tras ese primer nombramiento por parte de David Tezanos Pinto, Cox estaría en ese puesto por un lapso de tiempo de 1 año y 8 meses, cuando decidió renunciar en abril de 2018, para volver nuevamente a trabajar en el Ministerio de Justicia.

### Viceministro de Justicia y Derechos Fundamentales de Bolivia (2018)
El 18 de abril de 2018, el ministro de justicia y transparencia institucional Héctor Arce Zaconeta posesionó a Nelson Cox como el nuevo viceministro de justicia y derechos fundamentales en reemplazo de la abogada Cecilia Urquieta. Pero estaría por muy poco tiempo en dicho cargo, pues el 24 de julio de 2018 y apenas 3 meses después de su designación, Cox decidió renunciar al Viceministerio debido a motivos personales, señalando que su hija se encontraba delicada de salud y necesitaba de su presencia en Cochabamba.

### Defensor del Pueblo de Cochabamba (2018-2020)
El 1 de agosto de 2018, el defensor del pueblo, David Tezanos Pinto, vuelve a posesionar a Cox en el cargo de defensor del pueblo Cochabamba.
A pesar de que el defensor David Tezanos Pinto renunció a su cargo en enero de 2019, la defensora del pueblo interina, Nadia Cruz Tarifa, decidió conservar a Cox en su cargo de delegado defensorial de Cochabamba.
Nelson Cox permanecería en este puesto por alrededor de 2 años y 4 meses, cuando decidió renunciar el 4 de diciembre de 2020 para participar en las elecciones subnacionales de 2021. En el periodo 2020, dentro del mandato de delegado defensorial de Cochabamba y durante el gobierno de Jeanine Áñez, tras la salida de Evo Morales Ayma, sin David Tezanos Pinto a la cabeza de la Defensoría del Pueblo, Nelson Cox destacó ante la opinión pública por sus alocuciones contra el gobierno transitorio de Áñez, cuestionando la represión y vulneraciones a los derechos humanos, como cuando acompañó a Nadia Cruz Tarifa (defensora del Pueblo interina) ante la CIDH para denunciar tales hechos. En ese su segundo periodo defensorial, Nelson Cox fue crítico al grupo Resistencia Juvenil Kochala, al que él señalaba como paramilitar.

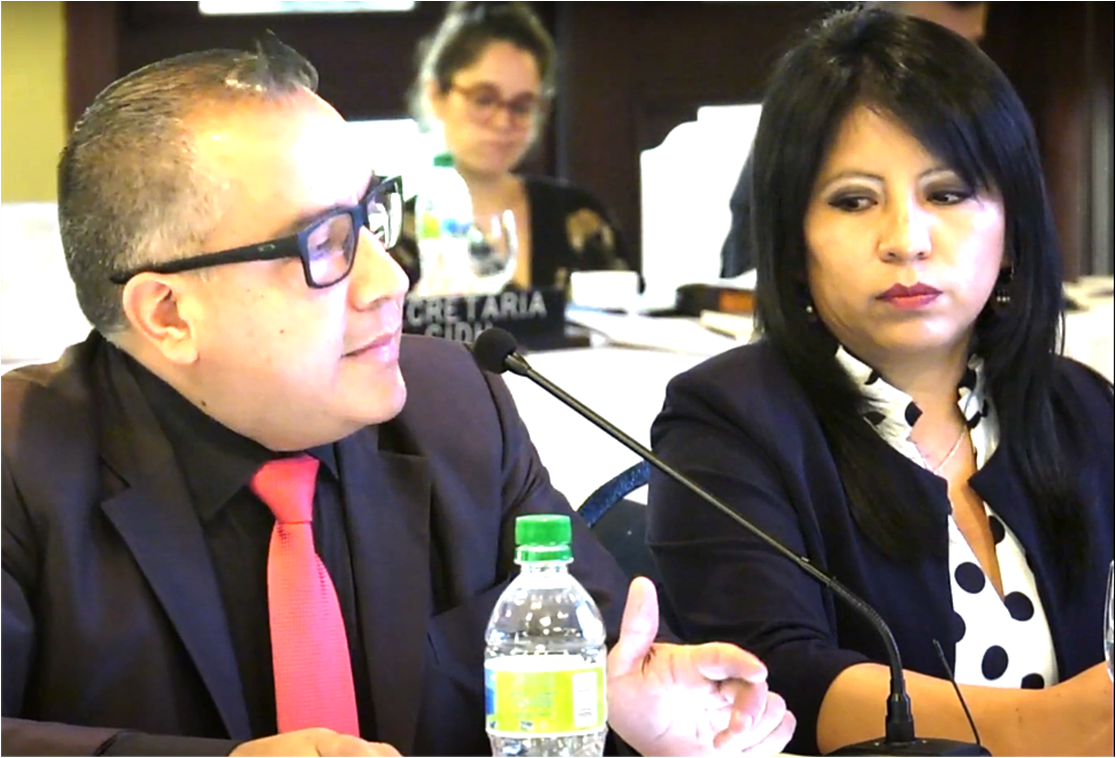
El entonces defensor del Pueblo de Cochabamba, Nelson Cox Mayorga, al lado de Nadia Cruz Tarifa, defensora del pueblo interina de Bolivia, ambos en la ciudad de Washington-Estados Unidos denunciando las violaciones a los derechos humanos durante el gobierno de Jeanine Áñez Chávez ante la Corte Interamericana de Derechos Humanos (CIDH) en marzo del año 2020.

### Candidato a la alcaldía de Cochabamba (2021)
Nelsón Cox ingresa oficialmente a la política electoral boliviana a sus 44 años de edad en diciembre de 2020, cuando decide participar en las elecciones subnacionales de marzo de 2021, postulando al cargo de Alcalde de la ciudad de Cochabamba en representación del partido político Movimiento al Socialismo (MAS-IPSP).
Cabe mencionar que antes de ser elegido como candidato oficial del MAS, Cox había competido y enfrentado previamente con otros varios precandidatos masistas que también querían llegar a ser alcaldes y entre ellos se encontraba la periodista Rocío Molina Travesí, la cual había sido concejal municipal desde 2015 hasta 2021 y tenía el respaldo de alrededor de 50 organizaciones sociales pertenecientes al MAS-IPSP que la proclamaron para ser la futura Alcaldesa de Cochabamba. Otro precandidato era el exconcejal Joel Flores, que también había sido proclamado por los pobladores que viven en el sector de K’ara K’ara. Asimismo, entre otro de los precandidatos del MAS-IPSP se encontraba el ingeniero petrolero Carlos Zavaleta (conocido como El Vikingo), el cual se desempeñó como presidente del Colegio de Ingenieros Petroleros de Bolivia.
Finalmente estaba Cox, que ya desde el 30 de noviembre de 2020 se perfilaba como posible precandidato. Cabe resaltar que su candidatura fue al inicio promovida e impulsada principalmente por la Coordinadora Popular de Defensa de la Democracia y la Vida (CPDDV) de Cochabamba (afín al MAS), la cual lo proclamó en un acto público realizado en la Zona Sur de la ciudad de Cochabamba el 2 de diciembre de 2020 y el 7 de diciembre de 2020 fue finalmente elegido como candidato oficial del MAS-IPSP.

#### Resultados
Los resultados finales demostraron que Cox había salido en segundo lugar al obtener el apoyo de 128 495 votos (29,69 % de la votación total), siendo de esa manera derrotado por el político Manfred Reyes Villa (1955), quien logró salir en primer lugar al obtener el apoyo de 240 769 votos (55,63 % de la votación).

### Viceministro de Régimen Interior y Policía de Bolivia (2021-presente)
El 28 de junio de 2021, el ministro de Gobierno de Bolivia Carlos Eduardo del Castillo posesiona al abogado Nelson Cox como el nuevo viceministro de Régimen Interior y Policía, en reemplazo de Emilio Rodas Panique. Durante su mandato como viceministro, Nelson Cox cumplió un rol comunicacional sobre las intervenciones de la Policía Boliviana en los conflictos en los que tuvo que intervenir y continuó siendo crítico al grupo Resistencia Juvenil Cochala, considerado paramilitar para organismos internacionales de derechos humanos.
A su salida del Ministerio de Gobierno, Cox fue director jurídico del Ministerio de Culturas y posteriormente se alejó del ejecutivo, en medio de diferencias y polémicas públicas del Movimiento al Socialismo.